# Laphria coerulea
Laphria coerulea là một loài ruồi trong họ Asilidae. Laphria coerulea được Boisduval miêu tả năm 1835.